# Nepenthes albomarginata
Nepenthes albomarginata W.Lobb ex Lindl., 1849 è una pianta carnivora della famiglia Nepenthaceae, originaria di Borneo, Malaysia Peninsulare e Sumatra, dove cresce a 0–1200 m.

## Conservazione
La Lista rossa IUCN classifica Nepenthes albomarginata come specie a rischio minimo (Least Concern).